# Mortons Gap (Kentucky)
Mortons Gap es una ciudad ubicada en el condado de Hopkins en el estado estadounidense de Kentucky. En el Censo de 2020 tenía una población de 728 habitantes y una densidad poblacional de 239,47 personas por km².

## Geografía
Mortons Gap se encuentra ubicada en las coordenadas 37°14′32″N 87°28′3″O / 37.24222, -87.46750. Según la Oficina del Censo de los Estados Unidos, Mortons Gap tiene una superficie total de 3.04 km², de la cual 3.02 km² corresponden a tierra firme y (0.6%) 0.02 km² es agua.

## Demografía
Según el censo de 2010, había 863 personas residiendo en Mortons Gap. La densidad de población era de 284,31 hab./km². De los 863 habitantes, Mortons Gap estaba compuesto por el 95.94% blancos, el 2.2% eran afroamericanos, el 0.35% eran amerindios, el 0% eran asiáticos, el 0% eran isleños del Pacífico, el 0.81% eran de otras razas y el 0.7% pertenecían a dos o más razas. Del total de la población el 2.32% eran hispanos o latinos de cualquier raza.